# Громшин
Громши́н (болг. Громшин) — село в Монтанській області Болгарії. Входить до складу общини Бойчиновці.

## Населення
За даними перепису населення 2011 року у селі проживали 812 осіб.
Національний склад населення села:
| Національність   | Кількість осіб | Відсоток |
| ---------------- | -------------- | -------- |
| болгари          | 669            | 82,5%    |
| цигани           | 136            | 16,8%    |
| не визначились   | 3              | 0,4%     |
| Всього відповіли | 811            |          |

Розподіл населення за віком у 2011 році:
Динаміка населення: